# Pit River
Der Pit River ist ein Nebenfluss des Sacramento River. Er ist schätzungsweise 333 km lang und liegt im Nordwesten von Kalifornien in den Vereinigten Staaten. Pit River ist der längste Nebenfluss des Sacramento und fließt durch ein dünn besiedeltes vulkanisches Hochland. Am südlichen Ende der Kaskadenkette fließt er in einen eindrucksvollen Canyon nordöstlich von Redding.

## Beschreibung
Er entspringt durch einige Gabelungen im Modoc County in der nordöstlichen Ecke von Kalifornien, westlich der Warner Mountains. Der South Fork Pit River (die südliche Gabelung; 93 km lang) wird gespeist von mehreren kleinen Flüssen im Jess Valley (21 km) nordöstlich von Madeline und fließt weiter nach Westen durch einen schmalen Canyon, dann durch ein hauptsächlich breites ausgedehntes Tal, wo sein Wasser für die Bewässerung in ein umfangreiches Kanalsystem abgelenkt wird. Der North Fork Pit River (die nördliche Gabelung mit 48 km) wird ebenfalls von mehreren kleinen Flüssen gespeist. Er fließt hauptsächlich nach SSW. Die Vereinigung der beiden Gabelungen findet in Alturas statt.
Der vereinte Fluss (Pit River) fließt Richtung WSW und schlängelt sich durch den Modoc County, vorbei an Canby und durch den Modoc National Forest in eine enge Schlucht. Er wendet seinen Verlauf nach Süden und fließt nördlich ins Lassen County, vorbei an Bieber in das Big Valley, ein ausgedehntes Gebiet. Nördlich an Little Valley vorbei läuft er nach Osten, in den Nordosten von Shasta County, durchquert die Kaskaden in einem schlangenartigen engen Canyon im Shasta-Trinity National Forest. Er fließt weiter vorbei an Fall River Mills und erreicht den Sacramento River am östlichen Arm des Lake Shasta, ungefähr 24 km nördlich von Redding. Die letzten 24 km des Flusses formen nun den Lake Shasta, welcher durch den Shasta-Staudamm entsteht und welcher danach zum Sacramento wird.
Im späten 19. Jahrhundert war das Gebiet am Fluss der Schauplatz des Modoc-Kampfes. Der Fluss ist ein berühmter Zielort für das Fliegenfischen.